# Blackpink/Diskografie
Diese Diskografie ist eine Übersicht über die musikalischen Werke der südkoreanischen Girlgroup Blackpink. Den Schallplattenauszeichnungen zufolge hat sie bisher mehr als 12,5 Millionen Tonträger verkauft, davon alleine in ihrer Heimat über 5,2 Millionen. Ihre erfolgreichste Veröffentlichung ist die Single Ddu-Du Ddu-Du (뚜두뚜두) mit über 3,6 Millionen verkauften Einheiten.

## Alben

### Studioalben
| Jahr | Titel Musiklabel                               | Höchstplatzierung, Gesamtwochen, AuszeichnungChartplatzierungen (Jahr, Titel, Musiklabel, Platzierungen, Wochen, Auszeichnungen, Anmerkungen) | Höchstplatzierung, Gesamtwochen, AuszeichnungChartplatzierungen (Jahr, Titel, Musiklabel, Platzierungen, Wochen, Auszeichnungen, Anmerkungen) | Höchstplatzierung, Gesamtwochen, AuszeichnungChartplatzierungen (Jahr, Titel, Musiklabel, Platzierungen, Wochen, Auszeichnungen, Anmerkungen) | Höchstplatzierung, Gesamtwochen, AuszeichnungChartplatzierungen (Jahr, Titel, Musiklabel, Platzierungen, Wochen, Auszeichnungen, Anmerkungen) | Höchstplatzierung, Gesamtwochen, AuszeichnungChartplatzierungen (Jahr, Titel, Musiklabel, Platzierungen, Wochen, Auszeichnungen, Anmerkungen) | Höchstplatzierung, Gesamtwochen, AuszeichnungChartplatzierungen (Jahr, Titel, Musiklabel, Platzierungen, Wochen, Auszeichnungen, Anmerkungen) | Höchstplatzierung, Gesamtwochen, AuszeichnungChartplatzierungen (Jahr, Titel, Musiklabel, Platzierungen, Wochen, Auszeichnungen, Anmerkungen) | Anmerkungen                                                    | [↑]: gemeinsam behandelt mit vorhergehendem Eintrag; [←]: in beiden Charts platziert |
| Jahr | Titel Musiklabel                               | DE | AT | CH | UK | US | KR | JP | Anmerkungen                                                    |                                                                                      |
| ---- | ---------------------------------------------- | --- | --- | --- | --- | --- | --- | --- | -------------------------------------------------------------- | ------------------------------------------------------------------------------------ |
| 2018 | Blackpink in Your Area YGEX                    | — | — | — | — | — | — | JP9 (52 Wo.)JP | Erstveröffentlichung: 5. Dezember 2018                         |                                                                                      |
| 2020 | The Album YG Entertainment, Interscope Records | DE7 (12 Wo.)DE | AT9 (6 Wo.)AT | CH11 (8 Wo.)CH | UK2 Gold · (7 Wo.)UK | US2 (26 Wo.)US | KR1 Diamant · (193 Wo.)KR | JP4 (3 Wo.)JP | Erstveröffentlichung: 2. Oktober 2020 Verkäufe: + 1.510.000    |                                                                                      |
| 2021 | The Album –JP Ver.– YGEX                       | — | — | — | — | —[KR: ↑] | KR1 Diamant · (193 Wo.)KR | JP3 (53 Wo.)JP | Erstveröffentlichung: 3. August 2021                           |                                                                                      |
| 2022 | Born Pink YG Entertainment                     | DE3 (21 Wo.)DE | AT6 (7 Wo.)AT | CH7 (10 Wo.)CH | UK1 Silber · (4 Wo.)UK | US1 (13 Wo.)US | KR1 ×2Doppeldiamant · (… Wo.)KR | JP3 (4 Wo.)JP | Erstveröffentlichung: 16. September 2022 Verkäufe: + 3.077.500 |                                                                                      |

### Livealben
| Jahr | Titel Musiklabel                                                               | Höchstplatzierung, Gesamtwochen, AuszeichnungChartplatzierungen (Jahr, Titel, Musiklabel, Platzierungen, Wochen, Auszeichnungen, Anmerkungen) | Höchstplatzierung, Gesamtwochen, AuszeichnungChartplatzierungen (Jahr, Titel, Musiklabel, Platzierungen, Wochen, Auszeichnungen, Anmerkungen) | Höchstplatzierung, Gesamtwochen, AuszeichnungChartplatzierungen (Jahr, Titel, Musiklabel, Platzierungen, Wochen, Auszeichnungen, Anmerkungen) | Höchstplatzierung, Gesamtwochen, AuszeichnungChartplatzierungen (Jahr, Titel, Musiklabel, Platzierungen, Wochen, Auszeichnungen, Anmerkungen) | Höchstplatzierung, Gesamtwochen, AuszeichnungChartplatzierungen (Jahr, Titel, Musiklabel, Platzierungen, Wochen, Auszeichnungen, Anmerkungen) | Höchstplatzierung, Gesamtwochen, AuszeichnungChartplatzierungen (Jahr, Titel, Musiklabel, Platzierungen, Wochen, Auszeichnungen, Anmerkungen) | Höchstplatzierung, Gesamtwochen, AuszeichnungChartplatzierungen (Jahr, Titel, Musiklabel, Platzierungen, Wochen, Auszeichnungen, Anmerkungen) | Anmerkungen                           |
| Jahr | Titel Musiklabel                                                               | DE | AT | CH | UK | US | KR | JP | Anmerkungen                           |
| ---- | ------------------------------------------------------------------------------ | --- | --- | --- | --- | --- | --- | --- | ------------------------------------- |
| 2019 | Blackpink Arena Tour 2018 "Special Final In Kyocera Dome Osaka YGEX            | — | — | — | — | — | — | — | Erstveröffentlichung: 22. März 2019   |
| 2019 | Blackpink 2018 Tour ‚In Your Area‘ Seoul YG, Interscope                        | — | — | — | — | — | — | — | Erstveröffentlichung: 30. August 2019 |
| 2020 | Blackpink 2019–2020 World Tour in Your Area – Tokyo Dome Universal, Interscope | — | — | — | — | — | — | — | Erstveröffentlichung: 14. Mai 2020    |
| 2021 | Blackpink 2021 ’The Show’ Live YG Entertainment                                | — | — | — | — | — | KR8 (1 Wo.)KR | — | Erstveröffentlichung: 1. Juni 2021    |

### EPs
| Jahr | Titel Musiklabel                | Höchstplatzierung, Gesamtwochen, AuszeichnungChartplatzierungen (Jahr, Titel, Musiklabel, Platzierungen, Wochen, Auszeichnungen, Anmerkungen) | Höchstplatzierung, Gesamtwochen, AuszeichnungChartplatzierungen (Jahr, Titel, Musiklabel, Platzierungen, Wochen, Auszeichnungen, Anmerkungen) | Höchstplatzierung, Gesamtwochen, AuszeichnungChartplatzierungen (Jahr, Titel, Musiklabel, Platzierungen, Wochen, Auszeichnungen, Anmerkungen) | Höchstplatzierung, Gesamtwochen, AuszeichnungChartplatzierungen (Jahr, Titel, Musiklabel, Platzierungen, Wochen, Auszeichnungen, Anmerkungen) | Höchstplatzierung, Gesamtwochen, AuszeichnungChartplatzierungen (Jahr, Titel, Musiklabel, Platzierungen, Wochen, Auszeichnungen, Anmerkungen) | Höchstplatzierung, Gesamtwochen, AuszeichnungChartplatzierungen (Jahr, Titel, Musiklabel, Platzierungen, Wochen, Auszeichnungen, Anmerkungen) | Höchstplatzierung, Gesamtwochen, AuszeichnungChartplatzierungen (Jahr, Titel, Musiklabel, Platzierungen, Wochen, Auszeichnungen, Anmerkungen) | Anmerkungen                                              | [↑]: gemeinsam behandelt mit vorhergehendem Eintrag; [←]: in beiden Charts platziert |
| Jahr | Titel Musiklabel                | DE | AT | CH | UK | US | KR | JP | Anmerkungen                                              |                                                                                      |
| ---- | ------------------------------- | --- | --- | --- | --- | --- | --- | --- | -------------------------------------------------------- | ------------------------------------------------------------------------------------ |
| 2017 | Blackpink YGEX                  | — | — | — | — | — | — | JP1 (61 Wo.)JP | Erstveröffentlichung: 30. August 2017 Verkäufe: + 81.000 |                                                                                      |
| 2018 | Square Up YG Entertainment      | — | AT26 (1 Wo.)AT | CH24 (1 Wo.)CH | — | US40 (1 Wo.)US | KR1 ×2Doppelplatin · (254 Wo.)KR | JP11 (8 Wo.)JP | Erstveröffentlichung: 15. Juni 2018 Verkäufe: + 500.000  |                                                                                      |
| 2019 | Kill This Love YG Entertainment | — | — | — | UK40 (1 Wo.)UK | US24 (4 Wo.)US | KR3 ×3Dreifachplatin + Platin (Streaming) · (… Wo.)KR                                                                                         | JP17 (2 Wo.)JP | Erstveröffentlichung: 5. April 2019 Verkäufe: + 750.000  |                                                                                      |
| 2019 | Kill This Love –JP Ver.– YGEX   | — | — | — | — | —[KR: ↑] | KR3 ×3Dreifachplatin + Platin (Streaming) · (… Wo.)KR                                                                                         | JP5 (33 Wo.)JP | Erstveröffentlichung: 16. Oktober 2019                   |                                                                                      |

### Single-Alben
| Jahr | Titel Musiklabel                                     | Höchstplatzierung, Gesamtwochen, AuszeichnungChartplatzierungen (Jahr, Titel, Musiklabel, Platzierungen, Wochen, Auszeichnungen, Anmerkungen) | Höchstplatzierung, Gesamtwochen, AuszeichnungChartplatzierungen (Jahr, Titel, Musiklabel, Platzierungen, Wochen, Auszeichnungen, Anmerkungen) | Höchstplatzierung, Gesamtwochen, AuszeichnungChartplatzierungen (Jahr, Titel, Musiklabel, Platzierungen, Wochen, Auszeichnungen, Anmerkungen) | Höchstplatzierung, Gesamtwochen, AuszeichnungChartplatzierungen (Jahr, Titel, Musiklabel, Platzierungen, Wochen, Auszeichnungen, Anmerkungen) | Höchstplatzierung, Gesamtwochen, AuszeichnungChartplatzierungen (Jahr, Titel, Musiklabel, Platzierungen, Wochen, Auszeichnungen, Anmerkungen) | Höchstplatzierung, Gesamtwochen, AuszeichnungChartplatzierungen (Jahr, Titel, Musiklabel, Platzierungen, Wochen, Auszeichnungen, Anmerkungen) | Höchstplatzierung, Gesamtwochen, AuszeichnungChartplatzierungen (Jahr, Titel, Musiklabel, Platzierungen, Wochen, Auszeichnungen, Anmerkungen) | Anmerkungen                                                             |
| Jahr | Titel Musiklabel                                     | DE | AT | CH | UK | US | KR | JP | Anmerkungen                                                             |
| ---- | ---------------------------------------------------- | --- | --- | --- | --- | --- | --- | --- | ----------------------------------------------------------------------- |
| 2016 | Square One YG Entertainment                          | — | — | — | — | — | — | — | Erstveröffentlichung: 8. August 2016                                    |
| 2016 | Square Two YG Entertainment                          | — | — | — | — | — | — | — | Erstveröffentlichung: 1. November 2016                                  |
| 2020 | How You Like That (Special Edition) YG Entertainment | DE*DE | AT*AT | CH*CH | UK*UK | US*US | KR1 Platin · (51 Wo.)KR | — | Erstveröffentlichung: 17. Juli 2020 Verkäufe: + 250.000; * siehe Single |
| 2023 | The Girls YG Entertainment                           | — | — | — | — | — | KR1 (5 Wo.)KR | — | Erstveröffentlichung: 25. August 2023                                   |

## Singles
| Jahr | Titel Album                                 | Höchstplatzierung, Gesamtwochen, AuszeichnungChartplatzierungen (Jahr, Titel, Album, Platzierungen, Wochen, Auszeichnungen, Anmerkungen) | Höchstplatzierung, Gesamtwochen, AuszeichnungChartplatzierungen (Jahr, Titel, Album, Platzierungen, Wochen, Auszeichnungen, Anmerkungen) | Höchstplatzierung, Gesamtwochen, AuszeichnungChartplatzierungen (Jahr, Titel, Album, Platzierungen, Wochen, Auszeichnungen, Anmerkungen) | Höchstplatzierung, Gesamtwochen, AuszeichnungChartplatzierungen (Jahr, Titel, Album, Platzierungen, Wochen, Auszeichnungen, Anmerkungen) | Höchstplatzierung, Gesamtwochen, AuszeichnungChartplatzierungen (Jahr, Titel, Album, Platzierungen, Wochen, Auszeichnungen, Anmerkungen) | Höchstplatzierung, Gesamtwochen, AuszeichnungChartplatzierungen (Jahr, Titel, Album, Platzierungen, Wochen, Auszeichnungen, Anmerkungen) | Höchstplatzierung, Gesamtwochen, AuszeichnungChartplatzierungen (Jahr, Titel, Album, Platzierungen, Wochen, Auszeichnungen, Anmerkungen) | Anmerkungen                                                                           |
| Jahr | Titel Album                                 | DE | AT | CH | UK | US | KR | JP | Anmerkungen                                                                           |
| --- | ------------------------------------------- | --- | --- | --- | --- | --- | --- | --- | ------------------------------------------------------------------------------------- |
| 2016 | Boombayah (붐바야) Square One               | — | — | — | UK— SilberUK | — | KR7 (19 Wo.)KR | JP— Gold (Streaming) + Gold (Streaming koreanische Version)JP                                                                            | Erstveröffentlichung: 8. August 2016 Verkäufe: + 200.000                              |
| 2016 | Whistle (휘파람) Square One                 | — | — | — | — | — | KR1 (34 Wo.)KR | — | Erstveröffentlichung: 8. August 2016 Verkäufe: + 991.628 (KR)                         |
| 2016 | Playing with Fire (불장난) Square Two       | — | — | — | — | — | KR3 (51 Wo.)KR | — | Erstveröffentlichung: 1. November 2016 Verkäufe: + 1.974.374 (KR)                     |
| 2016 | Stay Square Two                             | — | — | — | — | — | KR10 (6 Wo.)KR | — | Erstveröffentlichung: 1. November 2016 Verkäufe: + 61.370 (KR)                        |
| 2017 | As If It’s Your Last (마지막처럼) Blackpink | — | — | — | — | — | KR3 (67 Wo.)KR | JP— Platin (Streaming)JP | Erstveröffentlichung: 22. Juni 2017 Verkäufe: + 1.429.854 (KR)                        |
| 2018 | Ddu-Du Ddu-Du (뚜두뚜두) Square Up          | — | — | — | UK78 Silber · (1 Wo.)UK | US55 Gold · (1 Wo.)US | KR1 ×2Platin (Download) + Doppelplatin (Streaming) · (81 Wo.)KR                                                                          | JP7 Platin (Streaming) · (22 Wo.)JP | Erstveröffentlichung: 15. Juni 2018 Verkäufe: + 3.605.000                             |
| 2018 | Kiss and Make Up Dua Lipa: Complete Edition | DE48 (11 Wo.)DE | AT34 Gold · (5 Wo.)AT | CH45 (6 Wo.)CH | UK36 Silber · (12 Wo.)UK | US93 (1 Wo.)US | KR75 (1 Wo.)KR | — | Promo-Single Erstveröffentlichung: 19. Oktober 2018 Verkäufe: + 460.000; mit Dua Lipa |
| 2019 | Kill This Love                              | DE58 (3 Wo.)DE | AT45 (2 Wo.)AT | CH45 (3 Wo.)CH | UK33 Silber · (6 Wo.)UK | US41 (4 Wo.)US | KR2 (25 Wo.)KR | JP— Platin (Streaming)JP | Erstveröffentlichung: 4. April 2019 Verkäufe: + 755.000                               |
| 2020 | Sour Candy Chromatica                       | — | AT42 (1 Wo.)AT | CH30 (1 Wo.)CH | UK17 Silber · (5 Wo.)UK | US33 Gold · (2 Wo.)US | KR178 (1 Wo.)KR | — | Promo-Single Erstveröffentlichung: 28. Mai 2020 Verkäufe: + 975.000; mit Lady Gaga    |
| 2020 | How You Like That The Album                 | DE66 (1 Wo.)DE | AT55 (1 Wo.)AT | CH50 (1 Wo.)CH | UK20 Silber · (5 Wo.)UK | US33 (2 Wo.)US | KR1 Platin (Streaming) · (63 Wo.)KR | JP— Platin (Streaming)JP | Erstveröffentlichung: 26. Juni 2020 Verkäufe: + 800.000                               |
| 2020 | Ice Cream The Album                         | DE78 (1 Wo.)DE | AT57 (2 Wo.)AT | CH45 (1 Wo.)CH | UK39 (8 Wo.)UK | US13 (8 Wo.)US | KR8 (32 Wo.)KR | JP— Gold (Streaming)JP | Erstveröffentlichung: 28. August 2020 Verkäufe: + 340.000; mit Selena Gomez           |
| 2020 | Lovesick Girls The Album                    | DE— aDE | — | — | UK40 (2 Wo.)UK | US59 (1 Wo.)US | KR2 Platin (Streaming) · (65 Wo.)KR | JP— Platin (Streaming)JP | Erstveröffentlichung: 2. Oktober 2020 Verkäufe: + 155.000                             |
| 2022 | Ready for Love Born Pink                    | — | — | — | — | — | KR52 (3 Wo.)KR | — | Promo-Single Erstveröffentlichung: 29. Juli 2022                                      |
| 2022 | Pink Venom Born Pink                        | DE32 (5 Wo.)DE | AT28 (3 Wo.)AT | CH41 (4 Wo.)CH | UK22 Silber · (7 Wo.)UK | US22 (6 Wo.)US | KR2 Platin (Streaming) · (47 Wo.)KR | JP— Gold (Streaming)JP | Erstveröffentlichung: 19. August 2022 Verkäufe: + 495.000                             |
| 2022 | Shut Down Born Pink                         | DE31 (2 Wo.)DE | AT24 (2 Wo.)AT | CH37 (2 Wo.)CH | UK24 (4 Wo.)UK | US25 (3 Wo.)US | KR3 (48 Wo.)KR | JP— Gold (Streaming)JP | Erstveröffentlichung: 16. September 2022 Verkäufe: + 375.000                          |
| 2023 | The Girls –                                 | — | — | — | — | — | — | — | Promo-Single Erstveröffentlichung: 25. August 2023 Verkäufe: + 40.000                 |
| 2025 | Jump –                                      | DE8 (… Wo.)DE | AT6 (… Wo.)AT | CH6 (… Wo.)CH | UK18 (… Wo.)UK | US28 (… Wo.)US | KR3 (… Wo.)KR | — | Erstveröffentlichung: 11. Juli 2025                                                   |
| Folgende Lieder erschienen nicht als Single, wurden aber durch das Album zum Download und Streaming bereitgestellt und konnten somit eine Platzierung erlangen: |                                             | | | | | | | |                                                                                       |
| |                                             | | | | | | | |                                                                                       |
| 2016 | Whistle (Acoustic Ver.) Blackpink           | — | — | — | — | — | KR88 (1 Wo.)KR | — | Charteinstieg: 6. November 2016                                                       |
| 2018 | Forever Young Square Up                     | — | — | — | — | — | KR2 Platin (Download) + Platin (Streaming) · (36 Wo.)KR                                                                                  | JP— Gold (Streaming)JP | Charteinstieg: 16. Juni 2018 Verkäufe: + 2.580.000                                    |
| 2018 | Really Square Up                            | — | — | — | — | — | KR18 (5 Wo.)KR | — | Charteinstieg: 16. Juni 2018 Verkäufe: + 20.000                                       |
| 2018 | See U Later Square Up                       | — | — | — | — | — | KR26 (4 Wo.)KR | — | Charteinstieg: 16. Juni 2018 Verkäufe: + 20.000                                       |
| 2019 | Don’t Know What to Do Kill This Love        | — | — | — | — | — | KR38 (9 Wo.)KR | — | Charteinstieg: 6. April 2019 Verkäufe: + 75.000                                       |
| 2019 | Kick It Kill This Love                      | — | — | — | — | — | KR89 (3 Wo.)KR | — | Charteinstieg: 6. April 2019 Verkäufe: + 20.000                                       |
| 2019 | Hope Not (아니길) Kill This Love            | — | — | — | — | — | KR108 (2 Wo.)KR | — | Charteinstieg: 6. April 2019 Verkäufe: + 20.000                                       |
| 2020 | Bet You Wanna The Album                     | DE— bDE | — | — | UK62 (1 Wo.)UK | — | KR34 (10 Wo.)KR | — | Charteinstieg: 8. Oktober 2020 Verkäufe: + 40.000; feat. Cardi B                      |
| 2020 | Pretty Savage The Album                     | — | — | — | — | — | KR45 (10 Wo.)KR | — | Charteinstieg: 8. Oktober 2020 Verkäufe: + 155.000                                    |
| 2020 | Love To Hate Me The Album                   | — | — | — | — | — | KR80 (7 Wo.)KR | — | Charteinstieg: 8. Oktober 2020 Verkäufe: + 40.000                                     |
| 2020 | You Never Know The Album                    | — | — | — | — | — | KR101 (5 Wo.)KR | — | Charteinstieg: 8. Oktober 2020 Verkäufe: + 20.000                                     |
| 2020 | Crazy Over You The Album                    | — | — | — | — | — | KR106 (4 Wo.)KR | — | Charteinstieg: 8. Oktober 2020 Verkäufe: + 45.000                                     |
| 2022 | Typa Girl Born Pink                         | — | — | — | — | — | KR93 (1 Wo.)KR | — | Charteinstieg: 29. September 2022 Verkäufe: + 80.000                                  |
| 2022 | Yeah Yeah Yeah Born Pink                    | — | — | — | — | — | KR53 (2 Wo.)KR | — | Charteinstieg: 29. September 2022                                                     |
| 2022 | Hard to Love Born Pink                      | — | — | — | — | — | KR87 (1 Wo.)KR | — | Charteinstieg: 29. September 2022                                                     |
| 2022 | The Happiest Girl Born Pink                 | — | — | — | — | — | KR89 (1 Wo.)KR | — | Charteinstieg: 22. September 2022                                                     |
| 2022 | Tally Born Pink                             | — | — | — | — | — | KR141 (1 Wo.)KR | — | Charteinstieg: 29. September 2022                                                     |

## Videoalben und Musikvideos

### Videoalben
In Japan charten Videoalben nach ihrem Format. Die obere Position bezieht sich auf die DVD-Charts, während die untere die Blu-Ray-Chartplatzierungen zeigt.

| Jahr | Titel Musiklabel                                                               | Höchstplatzierung, Gesamtwochen, AuszeichnungChartplatzierungen (Jahr, Titel, Musiklabel, Platzierungen, Wochen, Auszeichnungen, Anmerkungen) | Höchstplatzierung, Gesamtwochen, AuszeichnungChartplatzierungen (Jahr, Titel, Musiklabel, Platzierungen, Wochen, Auszeichnungen, Anmerkungen) | Höchstplatzierung, Gesamtwochen, AuszeichnungChartplatzierungen (Jahr, Titel, Musiklabel, Platzierungen, Wochen, Auszeichnungen, Anmerkungen) | Höchstplatzierung, Gesamtwochen, AuszeichnungChartplatzierungen (Jahr, Titel, Musiklabel, Platzierungen, Wochen, Auszeichnungen, Anmerkungen) | Höchstplatzierung, Gesamtwochen, AuszeichnungChartplatzierungen (Jahr, Titel, Musiklabel, Platzierungen, Wochen, Auszeichnungen, Anmerkungen) | Höchstplatzierung, Gesamtwochen, AuszeichnungChartplatzierungen (Jahr, Titel, Musiklabel, Platzierungen, Wochen, Auszeichnungen, Anmerkungen) | Höchstplatzierung, Gesamtwochen, AuszeichnungChartplatzierungen (Jahr, Titel, Musiklabel, Platzierungen, Wochen, Auszeichnungen, Anmerkungen) | Anmerkungen                                           |
| Jahr | Titel Musiklabel                                                               | DE | AT | CH | UK | US | KR | JP | Anmerkungen                                           |
| ---- | ------------------------------------------------------------------------------ | --- | --- | --- | --- | --- | --- | --- | ----------------------------------------------------- |
| 2019 | Blackpink House EP 1-6 YG Entertainment                                        | — | — | — | — | — | — | JP66 (1 Wo.) — 52 (1 Wo.)JP | Erstveröffentlichung: 13. März 2019                   |
| 2019 | Blackpink House EP 7-12 YG Entertainment                                       | — | — | — | — | — | — | JP69 (1 Wo.) — 53 (1 Wo.)JP | Erstveröffentlichung: 13. März 2019                   |
| 2019 | Blackpink Arena Tour 2018 „Special Final In Kyocera Dome Osaka“ YGEX           | — | — | — | — | — | — | JP9 (47 Wo.) — 17 (9 Wo.)JP | Erstveröffentlichung: 22. März 2019                   |
| 2019 | Blackpink 2018 Tour ‚In Your Area‘ Seoul YG Entertainment                      | — | — | — | — | — | — | — | Erstveröffentlichung: 8. August 2019                  |
| 2020 | Blackpink 2019–2020 World Tour In Your Area – Tokyo Dome Universal Music Japan | — | — | — | — | — | — | JP1 (71 Wo.) — 2 (15 Wo.)JP | Erstveröffentlichung: 6. Mai 2020                     |
| 2021 | Blackpink 2021 ’The Show’ Live YG Entertainment                                | — | — | — | — | — | KR*KR | — | Erstveröffentlichung: 18. Juni 2021 * siehe Livealben |
| 2022 | Blackpink The Movie – Japan Standard Edition – DVD Universal Music Japan       | — | — | — | — | — | — | JP16 (35 Wo.) — (… Wo.)JP | Erstveröffentlichung: 27. April 2022                  |

### Musikvideos
| Jahr                       | Titel                             | Regie          |
| -------------------------- | --------------------------------- | -------------- |
| 2016                       |                                   |                |
| Whistle (휘파람)           | Jo Beomjin                        |                |
| Boombayah (붐바야)         | Seo Hyun-seung                    |                |
| Playing with Fire (불장난) | Seo Hyun-seung                    |                |
| Stay                       | Han Sa-min                        |                |
| 2017                       | As If It’s Your Last (마지막처럼) | Seo Hyun-seung |
| 2018                       | Ddu-Du Ddu-Du                     | Seo Hyun-seung |
| 2019                       | Kill This Love                    | Seo Hyun-seung |
| 2020                       | How You Like That                 | Seo Hyun-seung |
| 2020                       | Ice Cream                         | Seo Hyun-seung |
| 2020                       | Lovesick Girls                    | Seo Hyun-seung |
| 2022                       | Ready for Love                    |                |
| 2022                       | Pink Venom                        | Seo Hyun-seung |
| 2022                       | Shut Down                         | Seo Hyun-seung |
| 2023                       | The Girls                         |                |

## Statistik

### Chartauswertung
|                     | DE    | AT    | CH    | UK    | US    | KR    | JP    |
| ------------------- | ----- | ----- | ----- | ----- | ----- | ----- | ----- |
| Nummer-eins-Alben   | DE—DE | AT—AT | CH—CH | UK1UK | US1US | KR4KR | JP1JP |
| Top-10-Alben        | DE2DE | AT2AT | CH2CH | UK2UK | US2US | KR6KR | JP6JP |
| Alben in den Charts | DE2DE | AT3AT | CH3CH | UK3UK | US4US | KR6KR | JP8JP |

|                       | DE    | AT    | CH    | UK     | US    | KR     | JP    |
| --------------------- | ----- | ----- | ----- | ------ | ----- | ------ | ----- |
| Nummer-eins-Singles   | DE—DE | AT—AT | CH—CH | UK—UK  | US—US | KR3KR  | JP—JP |
| Top-10-Singles        | DE1DE | AT—AT | CH—CH | UK—UK  | US—US | KR13KR | JP1JP |
| Singles in den Charts | DE7DE | AT7AT | CH7CH | UK10UK | US9US | KR32KR | JP1JP |

|                          | DE    | AT    | CH    | UK    | US    | KR    | JP    |
| ------------------------ | ----- | ----- | ----- | ----- | ----- | ----- | ----- |
| Nummer-eins-Videoalben   | DE—DE | AT—AT | CH—CH | UK—UK | US—US | KR—KR | JP1JP |
| Top-10-Videoalben        | DE—DE | AT—AT | CH—CH | UK—UK | US—US | KR—KR | JP3JP |
| Videoalben in den Charts | DE—DE | AT—AT | CH—CH | UK—UK | US—US | KR—KR | JP9JP |

### Auszeichnungen für Musikverkäufe
| Goldene Schallplatte - Australien - 2023: für das Lied Don’t Know What to Do - 2023: für das Lied Pretty Savage - 2023: für die Single Lovesick Girls - 2023: für die Single Pink Venom - 2023: für die Single Shut Down - 2024: für die Single Sour Candy - Brasilien - 2024: für das Lied You Never Know - 2024: für das Lied Really - 2024: für das Lied Kick It - 2024: für das Lied Typa Girl - 2024: für das Lied Hope Not - 2024: für das Lied See U Later - Finnland - 2020: für die Single Ddu-Du Ddu-Du (뚜두뚜두) - 2020: für die Single Kill This Love - Frankreich - 2022: für die Single Kill This Love - 2022: für die Single How You Like That - 2022: für die Single Ddu-Du Ddu-Du (뚜두뚜두) - 2023: für das Album The Album - 2023: für das Album Born Pink - 2024: für die Single Pink Venom - 2024: für die Single Shut Down - Italien - 2019: für die Single Kiss and Make Up - 2024: für die Single How You Like That - Kanada - 2020: für die Single Sour Candy - 2022: für das Album The Album - Neuseeland - 2022: für das Album The Album - 2024: für das Album Born Pink - 2024: für die Single Sour Candy - Norwegen - 2021: für die Single Ice Cream - Polen - 2020: für die Single Kill This Love - 2021: für die Single Ddu-Du Ddu-Du (뚜두뚜두) - 2022: für die Single How You Like That - 2023: für die Single Sour Candy - Portugal - 2020: für die Single Kill This Love - 2022: für die Single How You Like That - 2023: für das Lied Crazy Over You - Spanien - 2024: für die Single How You Like That - 2024: für die Single Kill This Love - 2025: für die Single Ddu-Du Ddu-Du (뚜두뚜두) | Platin-Schallplatte - Australien - 2019: für die Single Kiss and Make Up - 2023: für die Single Ddu-Du Ddu-Du (뚜두뚜두) - 2023: für die Single How You Like That - 2023: für die Single Ice Cream - 2023: für die Single Kill This Love - Brasilien - 2024: für das Lied Bet You Wanna - 2024: für das Lied Love To Hate Me - 2024: für das Lied Don’t Know What to Do - 2024: für das Lied Crazy Over You - 2025: für die Single The Girls - Kanada - 2022: für die Single Ice Cream - 2023: für die Single Pink Venom - 2023: für die Single Shut Down - Neuseeland - 2022: für die Single Kiss and Make Up - Polen - 2021: für die Single Kiss and Make Up - 2023: für das Album The Album - 2024: für das Album Born Pink - Portugal - 2022: für die Single Kiss and Make Up - Spanien - 2023: für die Single Kiss and Make Up 2× Platin-Schallplatte - Brasilien - 2024: für die Single Pink Venom - 2024: für das Lied Forever Young - Kanada - 2023: für die Single How You Like That 3× Platin-Schallplatte - Brasilien - 2024: für das Lied Pretty Savage - 2024: für die Single Lovesick Girls Diamantene Schallplatte - Brasilien - 2024: für die Single Ice Cream - 2024: für die Single How You Like That - 2024: für die Single Sour Candy - 2024: für die Single Ddu-Du Ddu-Du (뚜두뚜두) - 2024: für die Single Shut Down 2× Diamantene Schallplatte - Brasilien - 2024: für die Single Kill This Love |

Anmerkung: Auszeichnungen in Ländern aus den Charttabellen bzw. Chartboxen sind in ebendiesen zu finden.
| Land/RegionAuszeichnungen für Musikverkäufe (Land/Region, Auszeichnungen, Verkäufe, Quellen) | Silber     | Gold       | Platin       | Diamant       | Verkäufe  | Quellen              |
| -------------------------------------------------------------------------------------------- | ---------- | ---------- | ------------ | ------------- | --------- | -------------------- |
| Australien (ARIA)                                                                            | —          | 6× Gold6   | 5× Platin5   | —             | 560.000   | aria.com.au          |
| Brasilien (PMB)                                                                              | —          | 5× Gold5   | 17× Platin17 | 7× Diamant7   | 1.830.000 | pro-musicabr.org.br  |
| Finnland (IFPI)                                                                              | —          | 2× Gold2   | —            | —             | 40.000    | Einzelnachweise      |
| Frankreich (SNEP)                                                                            | —          | 7× Gold7   | —            | —             | 600.000   | snepmusique.com      |
| Italien (FIMI)                                                                               | —          | 2× Gold2   | —            | —             | 75.000    | fimi.it              |
| Japan (RIAJ)                                                                                 | —          | 6× Gold6   | 5× Platin5   | —             | —         | riaj.or.jp           |
| Kanada (MC)                                                                                  | —          | 2× Gold2   | 5× Platin5   | —             | 480.000   | musiccanada.com      |
| Neuseeland (RMNZ)                                                                            | —          | 3× Gold3   | Platin1      | —             | 60.000    | radioscope.co.nz NZ2 |
| Norwegen (IFPI)                                                                              | —          | Gold1      | —            | —             | 30.000    | ifpi.no              |
| Österreich (IFPI)                                                                            | —          | Gold1      | —            | —             | 15.000    | ifpi.at              |
| Polen (ZPAV)                                                                                 | —          | 4× Gold4   | 3× Platin3   | —             | 175.000   | olis.pl              |
| Portugal (AFP)                                                                               | —          | 3× Gold3   | Platin1      | —             | 25.000    | Einzelnachweise      |
| Spanien (Promusicae)                                                                         | —          | 3× Gold3   | Platin1      | —             | 150.000   | elportaldemusica.es  |
| Südkorea (KMCA)                                                                              | —          | —          | 15× Platin15 | 3× Diamant3   | 5.511.226 | circlechart.kr       |
| Vereinigte Staaten (RIAA)                                                                    | —          | 2× Gold2   | —            | —             | 1.000.000 | riaa.com             |
| Vereinigtes Königreich (BPI)                                                                 | 8× Silber8 | Gold1      | —            | —             | 1.560.000 | bpi.co.uk            |
| Insgesamt                                                                                    | 8× Silber8 | 48× Gold48 | 53× Platin53 | 10× Diamant10 |           |                      |